# Lepidothrix isidorei
El saltarín lomiazul (Lepidothrix isidorei), también denominado saltarín de lomo azul (en Perú) o saltarín rabiazul (en Colombia), es una especie de ave paseriforme de la familia Pipridae perteneciente al género Lepidothrix. Es nativo del noroeste de América del Sur.

## Distribución y hábitat
Se distribuye desde el lado oriental de los Andes orientales de Colombia, por Ecuador, hasta el norte del Perú.
Esta especie es considerada poco común y local en su hábitat natural: el sotobosque de selvas de piedemonte y montanas bajas entre los 900 y los 1700 m s. n. m. de altitud.

## Descripción
Estos diminutos saltarines, miden en promedio unos  8 cm de longitud, y rara vez se los encuentra fuera de sus leks, donde los machos con su dorso negro azulado y cabeza negra con capucha blanca realizan exhibiciones para llamar la atención de las hembras.

## Sistemática

### Descripción original
La especie L. isidorei fue descrita por primera vez por el zoólogo británico Philip Lutley Sclater en 1852 bajo el nombre científico Pipra isidorei; la localidad tipo es «Nouvelle-Grenade” [Bogotá] , restringido para Buenavista, arriba de Villavicencio, Meta, Colombia».

### Etimología
El nombre genérico femenino «Lepidothrix» se compone de las palabras del griego «λεπις lepis, λεπιδος lepidos» que significa ‘escama’, ‘floco’, y ««θριξ thrix, τριχος trikhos» que significa ‘cabello’; y el nombre de la especie «isidorei», conmemora al zoólogo francés Isidore Geoffroy Saint-Hilaire (1805–1861).

### Taxonomía
Los datos genéticos revelan que es hermana de Lepidothrix coeruleocapilla, con quien se reemplaza geográficamente. Se especuló que la subespecie leucopygia podría ser una especie separada, pero la única diferencia parece ser el obispillo blanquecino en vez de azul pálido.

### Subespecies
Según las clasificaciones del Congreso Ornitológico Internacional (IOC) y Clements Checklist/eBird, se reconocen dos subespecies, con su correspondiente distribución geográfica:
- Lepidothrix isidorei isidorei (P.L Sclater, 1852) – pendiente oriental de los Andes orientales en Colombia (Boyacá, Meta, Cauca) y este de Ecuador.
- Lepidothrix isidorei leucopygia (Hellmayr, 1903) – norte del Perú en la pendiente oriental de los Andes centrales (San Martín, norte de Huánuco).